# Сухий Став
Сухи́й Став — село в Україні, у Баштанській міській громаді Баштанського району Миколаївської області. Населення становить 198 осіб.

## Назва
19 вересня 2024 року Верховна Рада підтримала перейменування села Червоний Став на Сухий Став. 26 вересня 2024 року перейменування набуло чинності.

## Відомі особистості
В поселенні народився:
- Іванець Олександр Іванович (1937—2002) — радянський хлібороб.

## Населення
Згідно з переписом УРСР 1989 року чисельність наявного населення села становила 188 осіб, з яких 89 чоловіків та 99 жінок.
За переписом населення України 2001 року в селі мешкало 197 осіб.

### Мова
Розподіл населення за рідною мовою за даними перепису 2001 року:
| Мова       | Відсоток |
| ---------- | -------- |
| українська | 88,38 %  |
| російська  | 7,58 %   |
| молдовська | 3,03 %   |
| білоруська | 1,01 %   |